# Elbebrücke Wittenberg (Straße)
Die Elbebrücke Wittenberg ist eine 452 m lange Straßenbrücke der Bundesstraße 2, die in Lutherstadt Wittenberg bei Stromkilometer 213,8 die Elbe überspannt. Die Straßenüberführung dient als Ortsumfahrung der Stadt und ist mit zwei Fahrstreifen je Richtungsfahrbahn ausgestattet. Zusätzlich gibt es auf der Westseite einen Geh- und Radweg. Im Brückenbereich ist die Straße gerade trassiert, sie quert die Elbe mit einem spitzen Kreuzungswinkel.

## Geschichte
Die erste feste Elbquerung ließ Friedrich der Sanftmütige von 1449 bis 1451 als Holzkonstruktion errichten. Die Brücke ersetzte eine Elbfähre, die von 1380 bis 1448 belegt ist. Die Brücke sollte in den Jahren des Sächsischen Bruderkrieges eine sichere Anbindung an das links der Elbe gelegene meißnisch-osterländische Territorium sicherstellen. Die Kosten des Neubaus (450 Schock Groschen bzw. 1300 Gulden) trugen im Wesentlichen die Wittenberger Bürger durch ein eigens erhobenes und von landesherrlichen Verwaltern eingenommenes Brückengeld.
1455 befreite der Kurfürst die Bürger Wittenbergs für ihre Leistungen beim Brückenbau und ihr Engagement im Sächsischen Bruderkrieg von der Zahlung des Brückenzolls, den sonst alle die Brücke überquerenden Reiter und Händler beim Elbbrückenmeister zu entrichten hatten. Diese erste Elbbrücke sollte bis in das Jahr 1488 bestehen, wie insbesondere Einnahmen vom Elbbrückenzoll und die regelmäßigen Ausgaben zur Erhaltung der Brücke belegen.

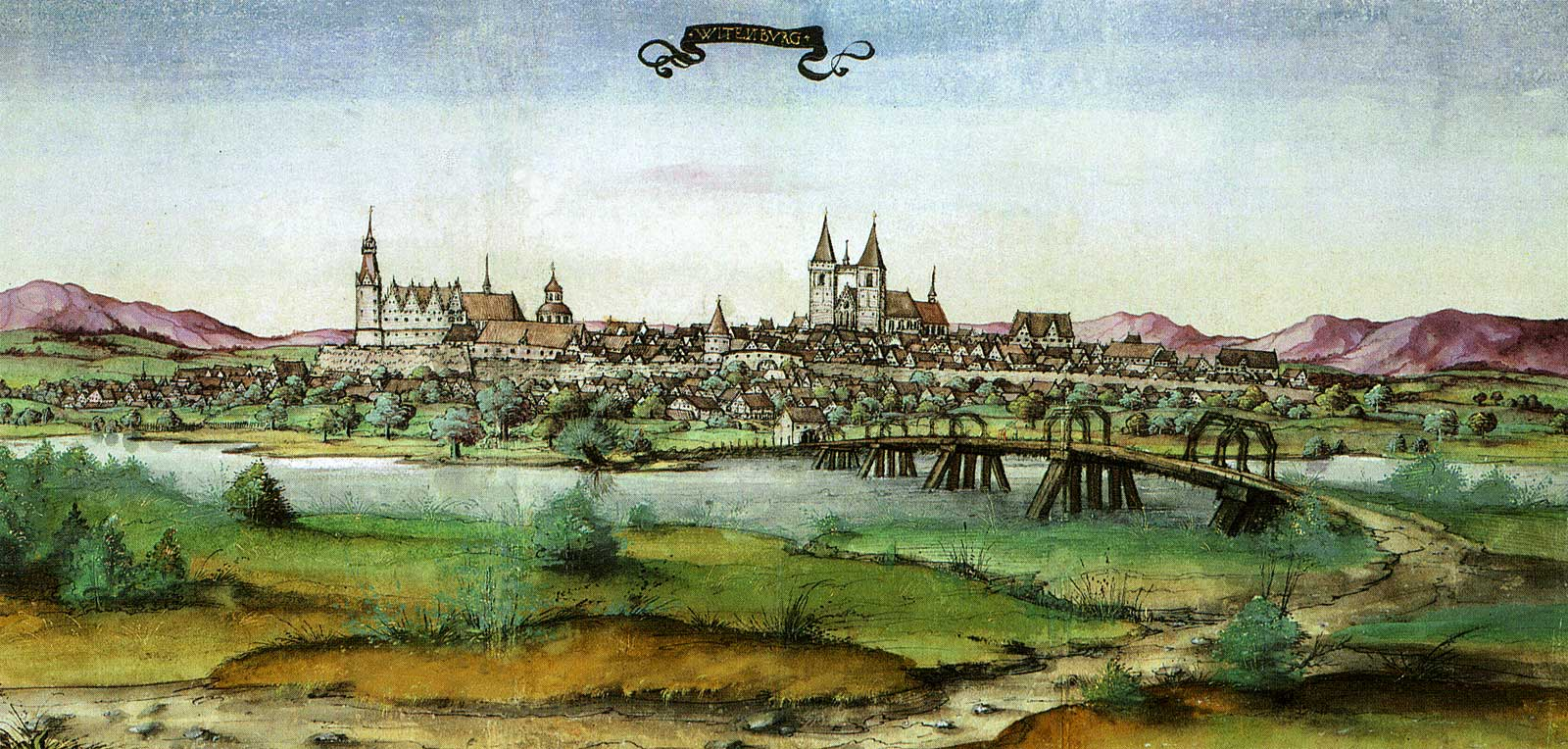
Elbebrücke 1536

Am 9. März 1488 zerstörte ein Hochwasser große Teile der Brücke. Ein Fährbetrieb ersetzte das Bauwerk während der Reparaturarbeiten. Der Kurfürst Friedrich III. von Sachsen, genannt der Weise, beauftragte die Zimmerleute Lorenz Ofenstein und Donat Zimmermann mit den Arbeiten. Sie fertigten elf neue und fassten drei alte 'Sturzjoche'. Zwölf mit einer eisernen Ramme in den Grund getriebene, eisenbeschlagene Pfähle stützten jedes dieser Joche. Auf diese Konstruktionen wurden verbindende Balken gelegt und eichene Straßenhölzer. Überjoche verbanden die Konstruktion oberhalb der Straße. Später wurden die Joche vermutlich mit weiteren Pfählen verstärkt. Das zirka 2 m breite Holzbauwerk hatte 13 Öffnungen mit Spannweiten von zirka 20 m. Das Bauwerk wurde am 17. Januar 1637 im Verlauf des Dreißigjährigen Krieges abgebrannt, letzte Reste erst 1657 auf kurfürstlichen Befehl hin abgetragen.
In den auf 1637 folgenden 150 Jahren bestand mit kurzer Unterbrechung lediglich eine Fährverbindung. Während des Siebenjährigen Krieges setzte Preußen 1760 zeitweise eine Schiffbrücke für die Verlegung von Einheiten ein.

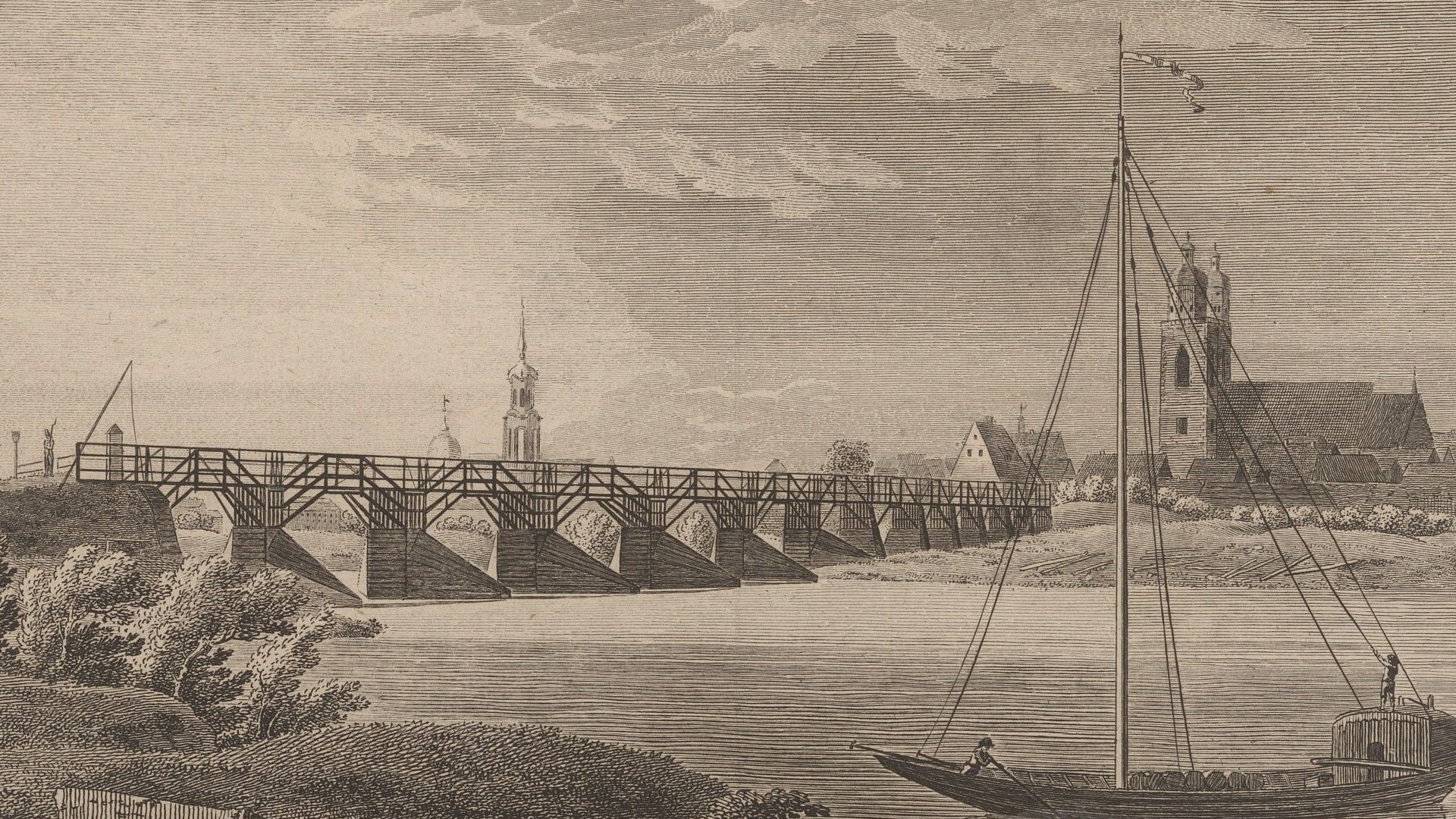
Elbebrücke 1787

Die dritte Holzbrücke wurde von 1784 bis 1787 errichtet. Das ungefähr 11 sächsische Ellen breite Holzbauwerk hatte 13 Öffnungen und war zirka 350 Ellen lang. Das Bauwerk wurde 1841 durch Eisgang zerstört.
Von 1842 bis 1846 wurde die Brücke erstmals mit elf Natursteinpfeilern aus Sandstein hergestellt. Der 12-feldrige Überbau bestand aus hölzernen Sprengwerken und hatte eine Länge von 270 m sowie eine Breite von 8,1 m. Die Verkehrsübergabe erfolgte am 9. Januar 1847. Im Jahr 1859 neben der Straßenbrücke eine Eisenbahnbrücke errichtet.

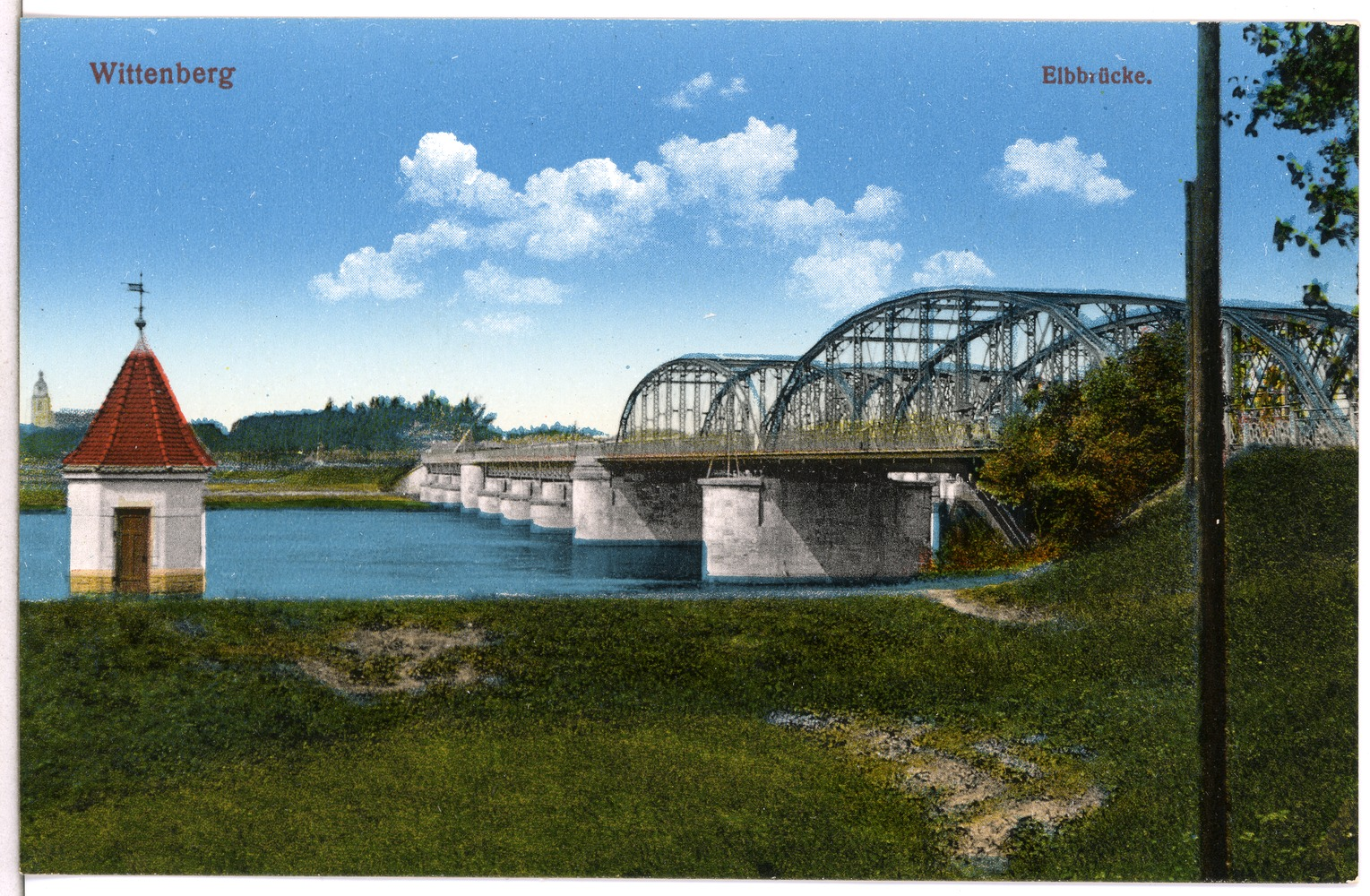
Elbebrücke 1912, im Hintergrund nebenführend die 1859 erbaute Eisenbahnbrücke

Von 1886 bis 1887 wurden am Pratauer Ufer die Überbauten der vier Stromfelder mit lichten Weiten von 20 m durch zwei eiserne Überbauten mit parabelförmigen Obergurten sowie 42 m lichter Weite ersetzt und zwei Strompfeiler abgerissen. 1907 wurden im Vorlandbereich die restlichen Überbauten aus Holz, Sprengwerkkonstruktionen die infolge einer Holzverkleidung wie Gewölbebrücken aussahen, durch eiserne Vollwandträger mit obenliegender Fahrbahn ersetzt. Die Brücke hatte damals eine Breite von 9,6 m.
Am 25. April 1945 wurden die beiden Stromfelder der Brücke gesprengt, ein Jahr später konnte der Straßenverkehr eine bereichsweise hölzerne Behelfskonstruktion benutzen. Die jeweils 42 m weit spannenden Überbauten bestanden aus hölzernen doppelten Fachwerkrautenkonstruktionen. Einen letzten Umbau erfuhr das 280 m lange 10-feldrige Bauwerk, im Jahr 1965. Die Holzüberbauten wurden durch eine stählerne Balkenbrücke ersetzt. Dies war ein zweifeldriger Durchlaufträger mit je 46 m Stützweite und einem Zwillingshohlkasten als Querschnitt.
Die heutige Elbebrücke wurde zwischen den Jahren 1998 und 2000 gleichzeitig zur parallel verlaufenden Eisenbahnbrücke errichtet. Diese ersetzen gemeinsam die alten Überführungen, welche zirka 320 m stromabwärts lagen (51° 51′ 25,6″ N, 12° 38′ 48,2″ O) und nach Fertigstellung der Neubauten gesprengt bzw. zurückgebaut wurden. Dazu beauftragte das Landesstraßenamt Sachsen-Anhalt die Planungsgesellschaft Bahnbau Deutsche Einheit neben der benachbarten Eisenbahnbrücke auch die Straßenbrücke zu errichten. Sie zählt zu den großen Brückenbauwerken über die Elbe.

## Brückenkonstruktion von 2000

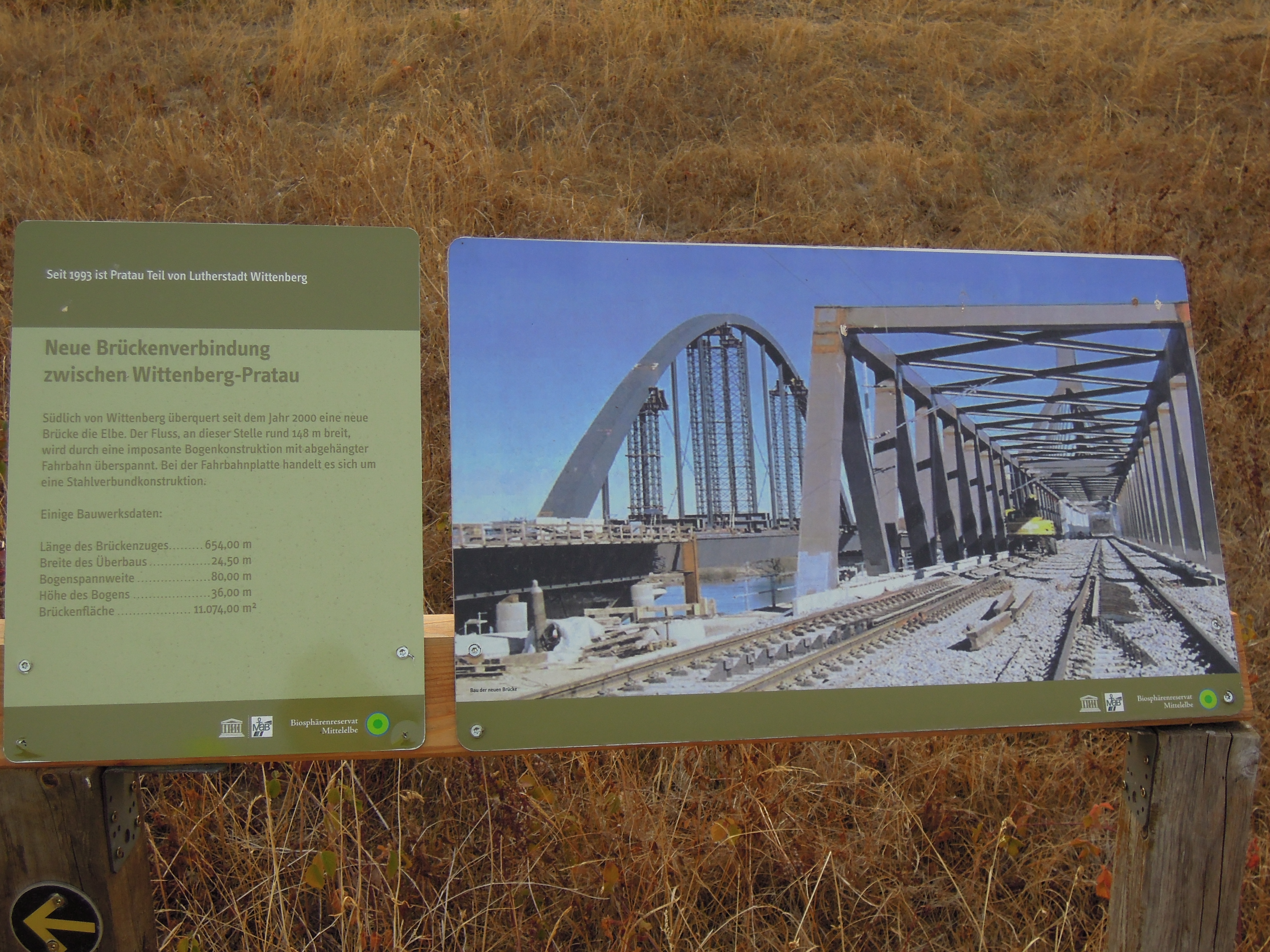
Tafel mit technischen Daten in den Elbwiesen des Biosphärenreservats Mittelelbe, östlich des südlichen Brückenkopfs

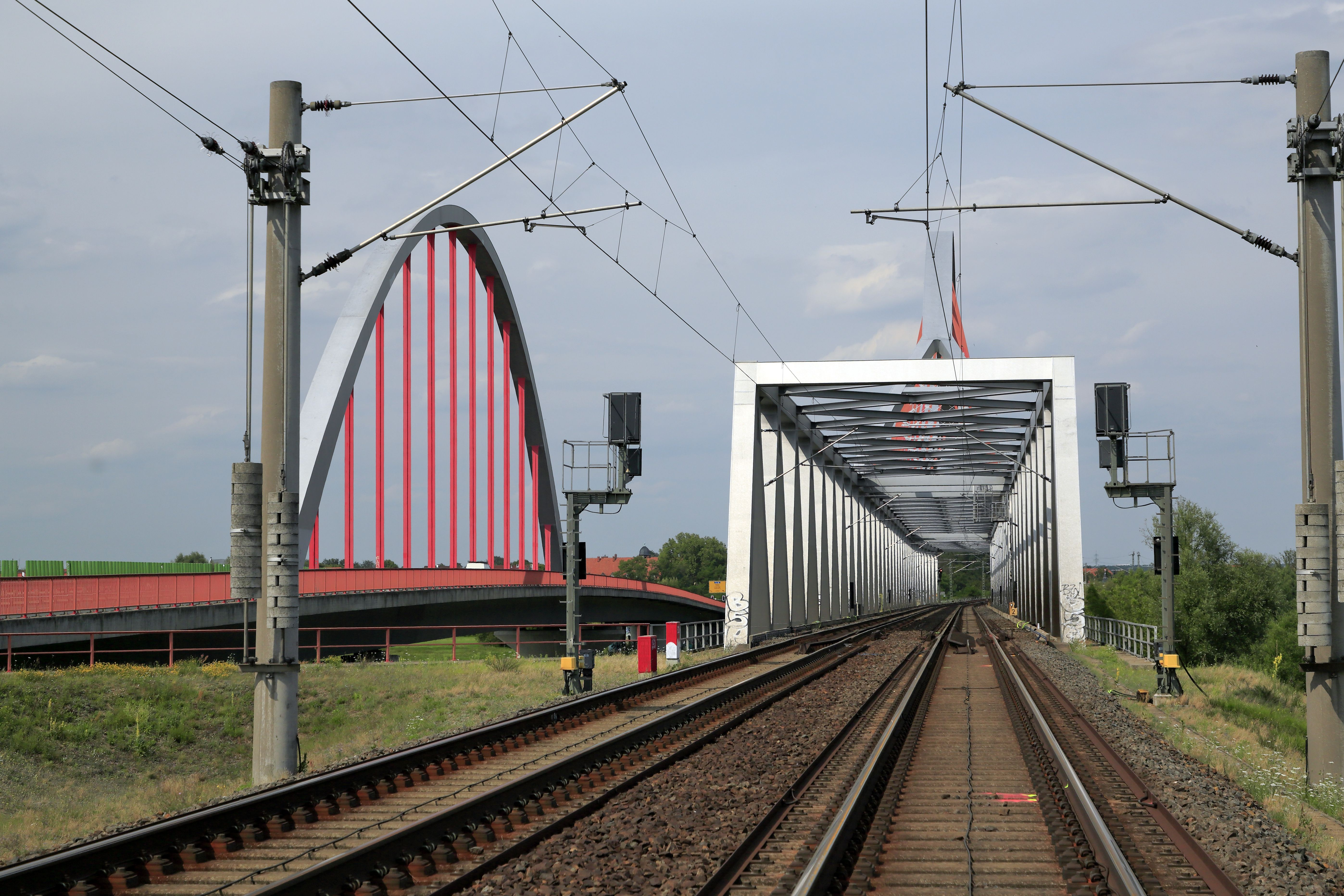
Elbebrücken bei Wittenberg von Süden gesehen

Im Zuge der Brücke und weiterer Hochwasserschutzmaßnahmen wurde die Bundesstraße 2 auf einer Länge von rund 6,5 km neu errichtet. Die Ausführungsplanung erfolgte durch das Münchener Ingenieurbüro Schmitt, Stumpf und Frühauf.

### Überbauten
Die sechsfeldrige, 452,2 m lange Straßenbrücke ist eine Stahlverbundbrücke mit Stützweiten von 34,2 m – 45,6 m – 57,0 m – 79,8 m – 148,2 m – 87,4 m. Das Stromfeld wird durch einen in der Brückenmittelachse liegenden Bogen getragen.
Die Überbauten der Vorlandbrücken haben für beide Richtungsfahrbahnen eine gemeinsame Stahlbetonfahrbahnplatte, getragen von zwei stählernen Hohlkästen mit einem Achsabstand von 12,0 m. Die Konstruktionshöhe nimmt von maximal 3,5 m am Strompfeiler auf 2,5 m am Widerlager ab. Die Hohlkästen bestehen aus Stahltrögen mit Stegen im Abstand von 5,0 m und Querrahmen im Abstand von 3,8 m. Die Kastenstege weisen eine konstante Neigung auf, wodurch die Bodenplattenbreite variiert. Die Stege sind durch Kopfbolzendübel mit der Stahlbetonfahrbahnplatte verbunden. Die Fahrbahnplatte ist 24,5 m breit, in Querrichtung nicht vorgespannt und bei einer veränderlichen Querschnittshöhe im Mittel 33 cm dick.
Zwischen beiden Vorlandbrücken liegt die 148,2 m lange Hauptbrücke, die mit diesen monolithisch verbunden ist. Der 3,5 m hohe Fahrbahnträger ist ein zweizelliger Stahlverbund-Hohlkasten, mit einem 15,4 m breiten Untergurt als Trogquerschnitt aus Stahl ausgebildet. Querverbände sind im Abstand von 3,8 m angeordnet. Die Fahrbahnplatte ist 24,5 m breit, in Querrichtung nicht vorgespannt und bei einer veränderlichen Querschnittshöhe im Mittel 35 cm dick. Die Mittelkappe mit den Anschlüssen der Bogenhänger ist eine reine Stahlkonstruktion. Die vertikalen Bogenhänger besitzen einen Kreuzprofil als Querschnitt und sind mit in einem Abstand von 11,4 m angeordnet. Die Stichhöhe des zweizelligen Stahlbogens, ist ungefähr 34 m.
Festpunkt der Überbauten ist der rechtselbische Strompfeiler, Dehnfugen sind nur an den Widerlagern vorhanden.

### Unterbauten und Gründung
Die Widerlager und Vorlandpfeiler sind auf Rammpfählen mit 56 cm Durchmesser gegründet. Die Strompfeiler besitzen eine Flachgründung auf sehr dicht gelagerten Sanden. Sie haben unten einen elliptischen, massiven Stahlbetonquerschnitt mit Abmessungen von 6,0 × 8,0 m und weiten sich nach oben in Form eines Knochen mit Abmessungen von 11,0 × 16,0 m auf.

### Bauausführung
In einem ersten Schritt wurde die Stahltröge der südlichen Vorlandbrücke auf Hilfsstützen montiert und die Fahrbahnplatte betoniert. Die bis zu 34 m langen Schüsse wurden komplett fertig angeliefert. Anschließend wurden die Stahltröge für drei Felder und einen Abschnitt des vierten Feldes am Wittenberger Ufer auf Hilfsstützen zusammengebaut und die Fahrbahnplatte teilweise betoniert. Der Zusammenbau der Stahlkonstruktion der Strombrücke und des 34 m langen Abschnittes des vierten nördlichen Vorlandfeldes erfolgte im südlichen Elbvorland auf der vorab hergestellten Vorlandbrücke und einem 50 m langen Dammabschnitt. Auf Verschubbahnen aus Stahlbetonbalken wurde der Brückenabschnitt mit Hilfe eines Pontons über Elbe verschoben. Abschließend wurden die noch fehlenden Bereiche der Fahrbahnplatte abschnittsweise betoniert.